# Alexander zu Erbach-Erbach und von Wartenberg-Roth
Franz Alexander Georg Albrecht Ernst Eberhard Alfred Arthur Graf zu Erbach-Erbach und von Wartenberg-Roth, Herr zu Breuberg, Wildenstein, Steinbach, Curl und Ostermannshofen (* 16. September 1891 in Erbach (Odenwald); † 21. Januar 1952 in Eulbach) war als Angehöriger des altadeligen Hauses Erbach der letzte Vertreter der Standesherrschaft Erbach-Erbach in der Ersten Kammer der Landstände des Großherzogtums Hessen. Seit 1940 war er Senior der Linie Erbach-Erbach des Grafenhauses.

## Familie
Alexander zu Erbach-Erbach war der dritte Sohn des Grafen Arthur zu Erbach-Erbach (1849–1908) und der Marie Friederike, geborene Prinzessin zu Bentheim-Tecklenburg (1857–1939). Er war seit 1920 verheiratet mit Christa geb. von Zülow (1894–1962), Tochter des preußischen Obersten und Bezirkskommandeurs Adalbert von Zülow und dessen Frau Wilhelmine, geborene Szeliga Zychlin von Zychlinski. Alexander hatte zwei ältere Brüder, Konrad (1881–1940) und Eberhard (1886–1917), und zwei Söhne, Eberhard (1922–1944) und Franz (1925–2015).

## Leben
Nach Privatunterricht und dem Besuch der Realschule in Michelstadt sowie der Gymnasien in Darmstadt und Büdingen schrieb sich Alexander an der Königlich Technischen Hochschule Charlottenburg ein, meldete sich jedoch 1914 nach Ausbruch des Krieges als Kriegsfreiwilliger, ohne ein Studium abgeschlossen zu haben. 
Kurz vor Ende der deutschen Monarchie übernahm er noch in den Jahren 1917 und 1918 das Mandat der Standesherrschaft Erbach-Erbach in der Ersten Kammer der Landstände des Großherzogtums Hessen in Vertretung seines entmündigten Vetters Graf Erasmus zu Erbach-Erbach (1883–1920) durch Vollmacht des Vormunds Fürst Alexander zu Erbach-Schönberg. Zuvor hatte es sein älterer, im Februar 1917 bei einem Eisenbahnunfall in Siebenbürgen tödlich verunglückter Bruder Eberhard wahrgenommen.  
Nach Kriegsende kehrte Alexander in den Odenwald zurück und lebte auf dem Jagdschloss Eulbach. Hier verwaltete er zeitweise den Besitz der gräflichen Familie. Alexander zu Erbach-Erbach beantragte am 25. Oktober 1937 die Aufnahme in die NSDAP und wurde rückwirkend zum 1. Mai desselben Jahres aufgenommen (Mitgliedsnummer 5.937.007). Zu Beginn des Zweiten Weltkriegs diente er 1939 bis 1943 als Offizier beim 6. Kavallerie-Regiment in Darmstadt. Nach dem Tod seines ältesten Bruders Konrad wurde er 1940 Chef des Hauses Erbach-Erbach. 

## Gesellschaftliches Engagement
Alexander zu Erbach-Erbach war 1922 Mitbegründer Hessischen Automobil-Clubs und von 1927 bis 1931 dessen Präsident. Im Odenwald engagierte er sich im Reitsport als aktives Mitglied des Odenwälder Reiter- bzw. Rennvereins (gegründet 1911), dessen Präsident er zeitweilig war. Er war bis 1933 Kreisführer des konservativen Soldatenbundes  Stahlhelm, dem er seit 1929 angehörte. Als Ehrenritter gehörte er zur Hessischen Genossenschaft des Johanniterordens.